# كلوريد تنغستن خماسي
 كلوريد تنغستن خماسي (بالإنجليزية: Tungsten(V) chloride)‏ مركب كيميائي له الصيغة WCl5 ، ويكون على شكل بلورات سوداء .